# Hans Hunziker (piragüista)
Hans Hunziker es un deportista suizo que compitió en piragüismo en la modalidad de eslalon. Ganó una medalla de bronce en el Campeonato Mundial de Piragüismo en Eslalon de 1967, en la prueba de K1 individual.

## Palmarés internacional
| Campeonato Mundial | Campeonato Mundial                 | Campeonato Mundial | Campeonato Mundial |
| Año                | Lugar                              | Medalla            | Competición        |
| ------------------ | ---------------------------------- | ------------------ | ------------------ |
| 1967               | Lipno nad Vltavou (Checoslovaquia) | Medalla de bronce  | K1 individual      |